# Monica Potter
Monica Louise Brokaw (Cleveland, Ohio, 30 de junio de 1971), conocida como Monica Potter, es una actriz de cine y televisión estadounidense. Es conocida por su participación en películas como Con Air (1997), Patch Adams (1998), Head Over Heels (2001), Along Came a Spider (2001), Saw (2004) y The Last House on the Left (2009). Fue candidata al Premio del Sindicato de Actores por su actuación en la serie Boston Legal.

## Biografía
Monica Potter nació el 30 de junio de 1971 en Cleveland, Ohio, en el seno de una familia obrera y católica. Acudió a la Villa Angela Catholic School, que era solo para mujeres. Trabajó como modelo en Miami y Chicago, antes de mudarse a Los Ángeles. Estuvo casada en dos ocasiones, la primera de ellas con Tom Potter (1990-1998), con el que tuvo dos hijos, Daniel (1990, cuando la actriz tenía solo 19 años) y Liam, nacido en 1994. Posteriormente se casó con Daniel Christopher Allison (2005), cirujano ortopédico, con el que tiene un hijo. Es vegetariana. Adam Duritz escribió la canción «Mrs. Potter Lullaby», que trata sobre ella y que es interpretada por Counting Crows.

## Carrera
En 1993, realizó un piloto del programa Nubeluz en inglés. Tuvo su primer papel importante en Con Air (1997), protagonizada por Nicolas Cage y John Cusack, obteniendo su primer éxito mundial con una recaudación de más de 220 millones de dólares en todo el mundo. Posteriormente coprotagonizó los dramas A Cool, Dry Place (1998), con Vince Vaughn, y Patch Adams (1998), con Robin Williams, que recaudó 202 millones de dólares en las taquillas mundiales. En 2001 participó en dos nuevas películas, la comedia romántica Head Over Heels (2001), con Freddie Prinze, Jr., siendo vapuleada por la prensa especializada y recaudando apenas diez millones de dólares; y el thriller Along Came a Spider (2001), coprotagonizada con Morgan Freeman.
Posteriormente trabajó en la primera película de la saga Saw (2004) y luego obtuvo un papel principal en la película de terror The Last House on the Left (2009), remake de la película de título homónimo de 1972. También intervino en una temporada de la serie Boston Legal, protagonizada por James Spader, la cual que le valió una candidatura al Premio del Sindicato de Actores al mejor reparto en televisión - comedia; y en las series Trust Me (2009) y Parenthood (2010-2011).

## Filmografía
| Películas  | Películas                               | Películas             | Películas                                   |
| Año        | Película                                | Rol                   | Notas                                       |
| ---------- | --------------------------------------- | --------------------- | ------------------------------------------- |
| 1996       | Bulletproof                             | Biker's Woman         |                                             |
| 1997       | Con Air                                 | Tricia Poe            |                                             |
| 1998       | A Cool, Dry Place                       | Kate Durrell          |                                             |
| 1998       | Martha, Meet Frank, Daniel and Laurence | Martha                | Título alternativo: The Very Thought of You |
| 1998       | Without Limits                          | Mary Marckx           |                                             |
| 1998       | Patch Adams                             | Corine                |                                             |
| 1999       | Heaven or Vegas                         | Lilli                 |                                             |
| 2001       | Head Over Heels                         | Amanda Pierce         |                                             |
| 2001       | Along Came a Spider                     | Jezzie Flannigan      |                                             |
| 2002       | I'm With Lucy                           | Lucy                  |                                             |
| 2004       | Saw                                     | Alison Gordon         |                                             |
| 2008       | Lower Learning                          | Laura Buchwald        |                                             |
| 2009       | The Last House on the Left              | Emma Collingwood      |                                             |
| Televisión |                                         |                       |                                             |
| Año        | Película                                | Rol                   | Notas                                       |
| 1994       | The Young and the Restless              | Sharon Newman #1      | Episodios desconocidos                      |
| 2003       | The Lunchbox Chronicles                 | Kate                  | Película de televisión                      |
| 2004       | Reversible Errors                       | Muriel Wynn           | Miniseries                                  |
| 2004–2005  | Boston Legal                            | Lori Colson           | 21 episodios                                |
| 2007       | Protect and Serve                       | Lizzie Borelli        | Película de televisión                      |
| 2009       | Trust Me                                | Sarah Krajicek-Hunter | 13 episodios                                |
| 2010–2015  | Parenthood                              | Kristina Braverman    | Protagonista                                |

## Premios
Premios Globo de Oro
| Año  | Categoría                                    | Serie      | Resultado |
| ---- | -------------------------------------------- | ---------- | --------- |
| 2014 | Mejor actriz de reparto de serie o miniserie | Parenthood | Candidata |

Premios del Sindicato de Actores
| Año  | Categoría                             | Película     | Resultado |
| ---- | ------------------------------------- | ------------ | --------- |
| 2006 | Mejor reparto en televisión - comedia | Boston Legal | Candidata |